# Lista de vulcões por altitude
Esta é uma lista de vulcões na Terra, ordenados por elevação em metros.

## 6000 metros

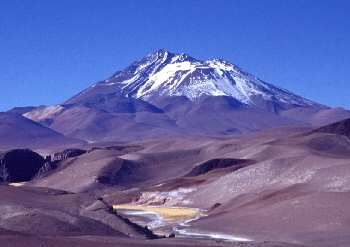
Llullaillaco

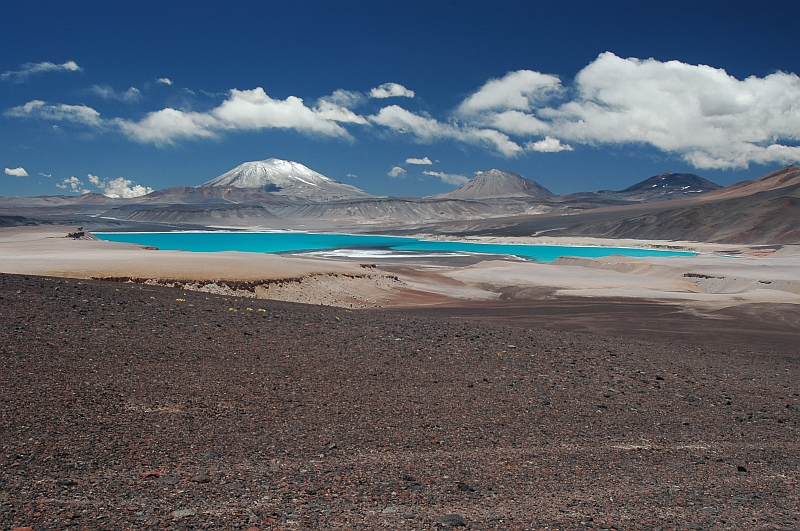
Incahuasi

| Vulcão                     | Metros | Localização e notas |                                         |
| -------------------------- | ------ | ------------------- | --------------------------------------- |
| Ojos del Salado            | 6893   | Argentina/Chile     | Vulcão ativo mais alto da Terra         |
| Monte Pissis               | 6793   | Argentina           |                                         |
| Nevado Tres Cruces         | 6748   | Argentina/Chile     |                                         |
| Llullaillaco               | 6739   | Argentina/Chile     | Segundo mais alto vulcão ativo da Terra |
| Tipas                      | 6660   | Argentina           |                                         |
| Nevado Tres Cruces Central | 6629   | Chile               |                                         |
| Incahuasi                  | 6621   | Argentina/Chile     |                                         |
| Tupungato                  | 6570   | Argentina/Chile     |                                         |
| Nevado Sajama              | 6542   | Bolívia             | Ponto mais alto da Bolívia              |
| Ata                        | 6501   | Argentina/Chile     |                                         |
| Coropuna                   | 6425   | Peru                |                                         |
| Cerro El Cóndor            | 6414   | Argentina           |                                         |
| Parinacota                 | 6348   | Bolívia/Chile       |                                         |
| Ampato                     | 6288   | Peru                |                                         |
| Chimborazo                 | 6267   | Equador             | Ponto mais afastado do centro da Terra  |
| Pular                      | 6233   | Chile               |                                         |
| Cerro Solo                 | 6190   | Argentina/Chile     |                                         |
| Aucanquilcha               | 6176   | Chile               |                                         |
| San Pedro                  | 6145   | Chile               |                                         |
| Sierra Nevada              | 6127   | Argentina/Chile     |                                         |
| Solimana                   | 6093   | Peru                |                                         |
| Aracar                     | 6082   | Argentina           |                                         |
| Guallatiri                 | 6071   | Chile               |                                         |
| Chachani                   | 6057   | Peru                |                                         |
| Socompa                    | 6051   | Argentina/Chile     |                                         |
| Acamarachi                 | 6046   | Chile               |                                         |
| Hualca Hualca              | 6025   | Peru                |                                         |
| Uturunku                   | 6008   | Bolívia             |                                         |

## 5000 metros

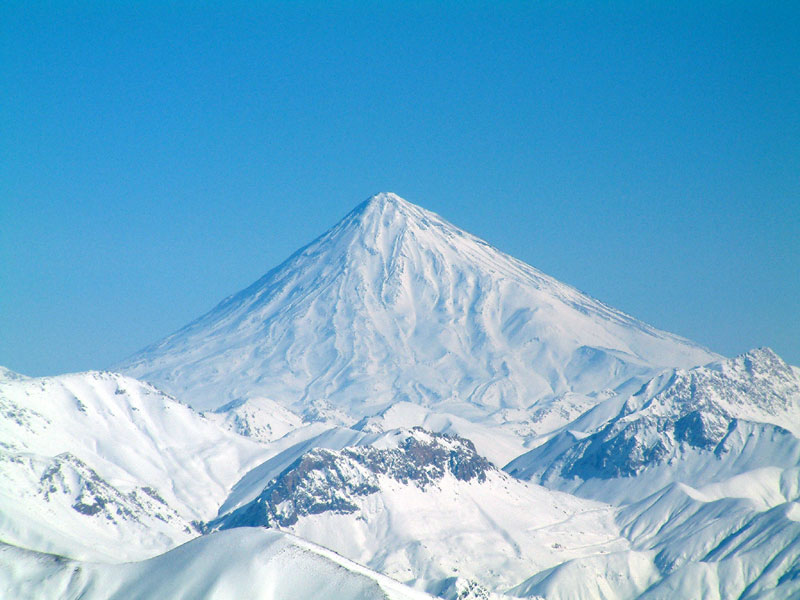
Monte Damavand

| Vulcão       | Metros | Localização e notas |  |
| ------------ | ------ | ------------------- |  |
| Tacora       | 5980   | Chile               |  |
| Sabancaya    | 5976   | Peru                |  |
| Sairecabur   | 5971   | Bolívia/Chile       |  |
| Cerro Paniri | 5946   | Chile               |  |
| Licancabur   | 5920   | Bolívia/Chile       |  |
| Miñiques     | 5910   | Chile               |  |